# Кремона, Транквилло
Транквилло Кремона (итал. Tranquillo Cremona; 10 апреля 1837, Павия — 10 июня 1878, Милан) — итальянский художник, иллюстратор, основатель движения «скапильятура» в живописи XIX века.

## Биография
Родился 10 апреля 1837 года в Ломбардии. Брат математика Луиджи Кремона. В 1848—1849 годах учился в рисовальной школе под руководством Чезаре Феррери.
В 1852—1859 годах жил в Венеции. Обучался живописи в Венецианской академии изящных искусств у Джованни Карновалли. Будучи студентом, был поражён мастерством венецианских живописцев XV—XVI веков, больше чем художников традиционалистов академии. Был очарован богатством цветовой гаммы и тенденции растушевания линий, отличающих некоторые картины позднего Тициана.
В Венеции Т. Кремона получил ряд наград в конкурсах студенческих работ, и трёхлетнюю стипендию правительства Австро-Венгрии.
В 1859 году, чтобы избежать призыва на австрийскую военную службу, художник переехал в Милан, где стал основателем и активным членом движения скапильятура.
Выставлялся на ежегодной выставке в миланской Академии  изящных искусств Брера, ещё будучи студентом Академии художеств Венеции (картина «Сокольники в XVI веке». Позже поступил в школу живописи Академии, учился у Г. Бертини. Здесь продолжил изучение мастерства художников прошлого (Тициан, Рембрандт, Дж. Креспи, Ф. Гварди, Дж. Пьяццетта и др.), начал практиковаться в создании портретов, писал историческо-романтические картины («Марко Поло при дворе великого хана», «Посещение могилы Ромео и Джульетты», сцены из «Фауста» Гёте).
После окончания учёбы, движимый экономическими трудностями, занимался политической карикатурой, сотрудничал с различными юмористическими изданиями Италии. Занимался иллюстрацией газетных публикаций, модных журналов, литографией, создавал миниатюры на слоновой кости и др.
В 1874 году стал почётным членом миланской Академии Брера, работал директором школы искусств Павии.
Умер 10 июня 1878 года в результате интоксикации кишечника нефтяными пигментами из-за его привычки смешивания красок, которые он делал сам и тестировал прямо на руке.

## Творчество
Кремона, близкий к импрессионизму, обладал прекрасным чувством цвета. Характерными чертами его полотен являются поиски мягких и воздушных эффектов в живописи, достигаемые путём добавления теней по контурам. Хотя Кремона демонстрировал свою нетерпимость к «моде» на поиски в сфере символизма, его картины, на которых незаконченные, растушеванные фигуры не всегда были точно узнаваемы (что было вызвано усилием слить изображаемые объекты со средой), оказали впоследствии ощутимое влияние на творчество скульптора Медардо Россо и сказались на начальных установках футуриста Умберто Боччони — одного из наиболее ярких представителей футуризма.

## Избранные картины

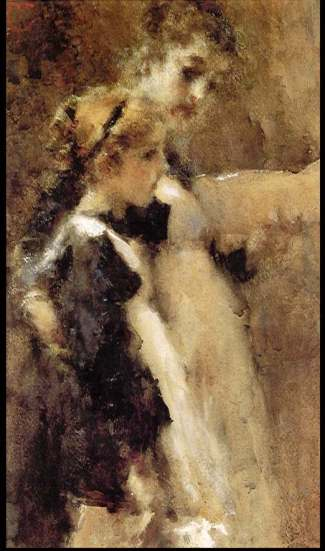
Повторение урока
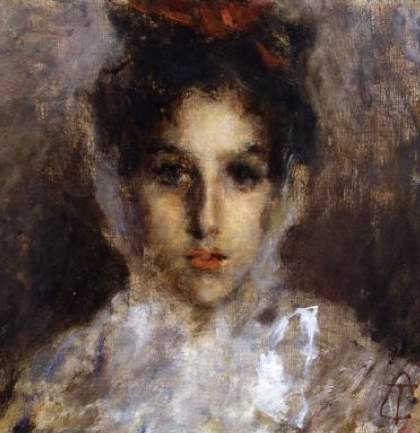
Болеющая девушка
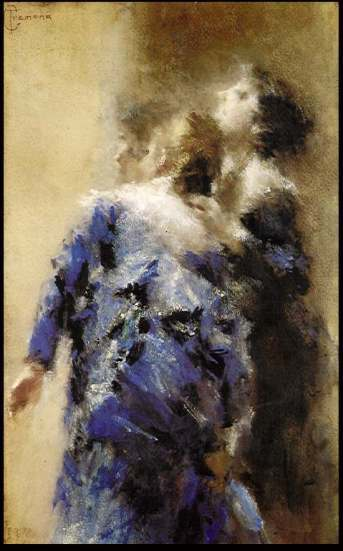
Загадка
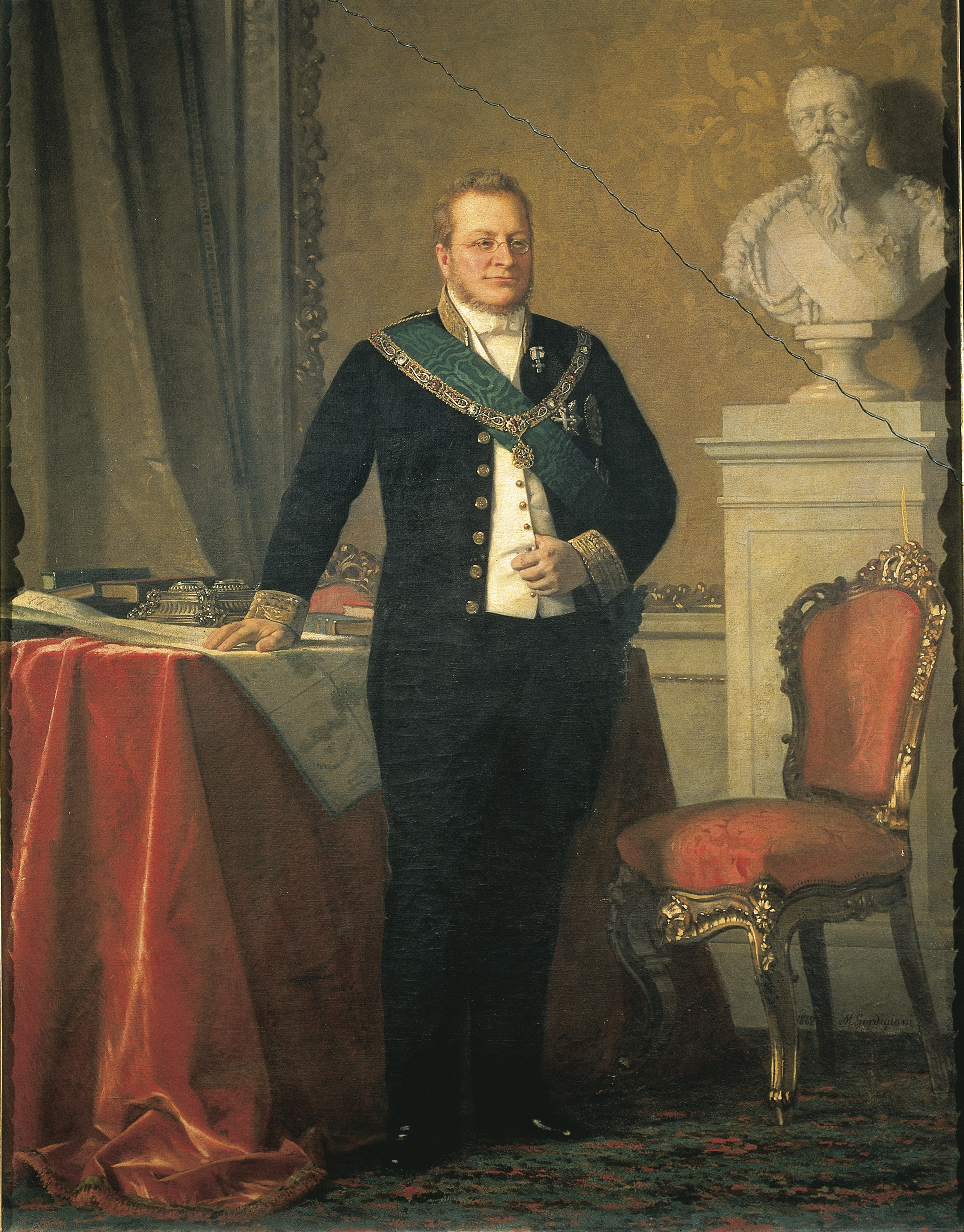
Камилло Бенсо, граф Кавур
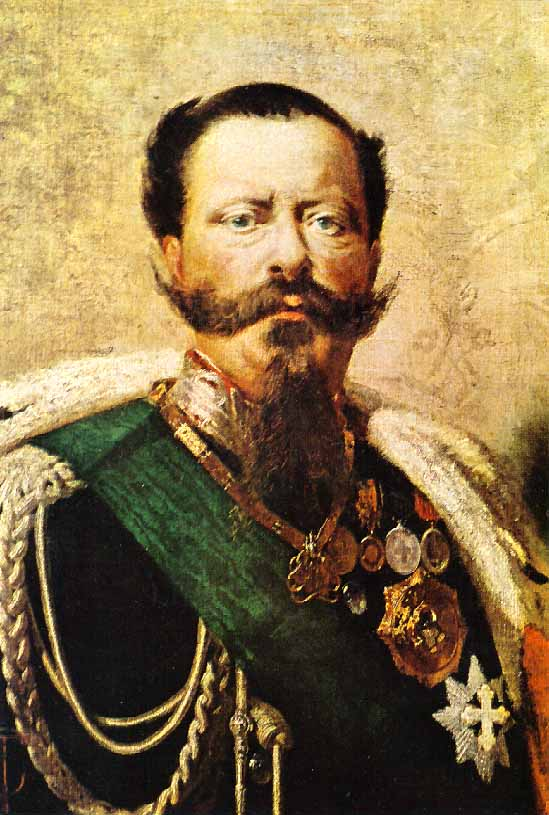
Портрет Виктора Эммануила II
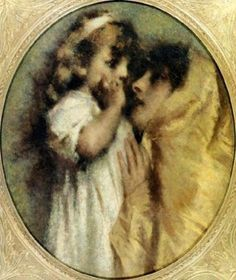
Материнская любовь
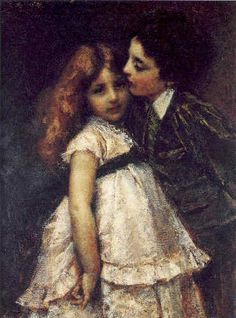
Кузен и кузина